# Classic Albums
Classic Albums – seria filmów dokumentalnych poświęconych albumom popowym, rockowym i heavymetalowym, które uznane są za najlepsze bądź najbardziej charakterystyczne w dorobku danego znanego wykonawcy, bądź też takim, które definiowały punkty przełomowe w historii muzyki.

## Format
Serial telewizyjny Classic Albums wyprodukowany został przez Isis Productions, zaś jego dystrybucją zajmowała się firma Eagle Rock Entertainment. Wyświetlały go tak znaczące stacje telewizyjne, jak BBC, ITV, Sky Arts, VH1 i VH1 Classic. Seria dostępna jest również na płytach DVD. Swoją strukturą przypomina serię dokumentów stacji telewizyjnej VH! pod tytułem Ultiimate Albums.
Materiał muzyczne każdego albumu prezentowanego w serialu poddawany jest analizie przez muzyków i / lub producenta materiału, zwracających uwagę widza na fragmenty, których zwykle nie słychać podczas standardowego odsłuchiwania muzyki i opowiadających o sposobie budowania materiału muzycznego. Poszczególni muzycy odgrywają fragmenty prezentowanego albumu, które są łączone z oryginalnym materiałem audio. Każdy odcinek prezentuje prawie wszystkie utwory z opisywanej płyty, koncentrując się na aspekcie muzycznym wydawnictwa i sposobie jego nagrywania / realizacji. Czasami omawiane są aspekty osobiste dotyczące zespołu lub muzyków, lecz dzieje się tak tylko wtedy, gdy aspekty pozamuzyczne służą podstawowemu opisowi muzyki. Poszczególne odcinki trwają po 90 minut, lecz wersje DVD zawierają o wiele więcej materiału. Wszystkie odcinki serialu nagrywane są z udziałem muzyków i przez nich autoryzowane. Producentami serii są Nick de Grunwald i Martin R. Smith. Poszczególne odcinki reżyserowały różne osoby, lecz najczęściej byli to Bob Smeaton, Matthew Longfellow i Jeremy Marre.
Najnowszy odcinek serialu opisuje album So Petera Gabriela i został nagrany jesienią roku 2012.

## Historia
Serial nie jest bezpośrednio związany z programem radiowym autorstwa Johna Pidgeona, jako sposób przeniesienia Rogera Scotta ze stacji radiowej Capital Radio do BBC Radio 1 w roku 1988. Pierwsza seria godzinnych audycji radiowych, produkowanych niezależnie przez Pidgeona i Scotta, zaczęła się od odcinka opisującego album Brothers in Arms Dire Straits i wyemitowanego w maju 1989. Następne odcinki dotyczyły płyt Beggars Banquet Rolling Stones, Invisible Touch Genesis, The Dark Side of the Moon Pink Floyd, Who’s Next The Who, Rumours Fleetwood Mac, Pet Sounds Beach Boys, Synchronicity The Police, Hotel California The Eagles i The Joshua Tree U2. Scortt zmarł na raka pięć miesięcy po wyemitowaniu ostatniego odcinka, zaś druga seria programu została wydana pośmiertnie. Kolejne odcinki przedstawiał Richard Skinner.
Pierwszy odcinek serii Classic Albums jest tak naprawdę zatytułowany The Making of Sgt. Pepper. Przedstawia kulisy nagrywania płyty zespołu The Beatles i nagrany został podobnie do kolejnych odcinków pełnoprawnego już serialu. Za powstanie filmu odpowiadał Nick de Grunwald oraz Isis Production i stworzyli oni podwaliny pod późniejszą serię Classic Albums. Serial

## Odcinki
Przedstawione w serialu wydawnictwa to:
- The Band – The Band (1969)
- Black Sabbath – Paranoid (1970)
- Phil Collins – Face Value (1981)
- Cream – Disraeli Gears (1967)
- Deep Purple – Machine Head (1972)
- Def Leppard – Hysteria (1987)
- The Doors – The Doors (1967)
- Duran Duran – Rio (1982)
- Fleetwood Mac – Rumours (1977)
- Peter Gabriel – So (1986)
- Grateful Dead – Anthem of the Sun i American Beauty (1968/1970)
- The Jimi Hendrix Experience – Electric Ladyland (1968)
- Iron Maiden – The Number of the Beast (1982)
- Jay-Z – Reasonable Doubt (1996)
- Elton John – Goodbye Yellow Brick Road (1973)
- Judas Priest – British Steel (1980)
- John Lennon/The Plastic Ono Band – John Lennon/Plastic Ono Band (1970)
- Meat Loaf – Bat Out of Hell (1977)
- Metallica – Metallica (1991), zobacz Classic Albums: Metallica – Metallica
- Motörhead – Ace of Spades (1980)
- Nirvana – Nevermind(1991), zobacz Classic Albums: Nirvana – Nevermind
- Tom Petty and the Heartbreakers – Damn the Torpedoes (1979)
- Pink Floyd – The Dark Side of the Moon (1973)
- Elvis Presley – Elvis Presley (1956)
- Primal Scream – Screamadelica (1991)
- Queen – A Night at the Opera (1975)
- Lou Reed – Transformer (1972)
- Rush – 2112 i Moving Pictures (1976/1981)
- Sex Pistols – Never Mind the Bollocks (1977)
- Paul Simon – Graceland (1986)
- Simply Red – Stars (1991)
- Steely Dan – Aja (1977)
- U2 – The Joshua Tree (1987)
- The Wailers – Catch a Fire (1973)
- The Who – Who’s Next (1971)
- Stevie Wonder – Songs in the Key of Life (1976)
- Frank Zappa – Apostrophe (') / Over-Nite Sensation (1974/1973)

## Odcinki holenderskie
W Holandii wyprodukowano odcinki specjalne, poświęcone wydawnictwom z tego kraju
- Focus – Moving Waves (1971)
- Boudewijn de Groot – Voor de overlevenden[3] (1966)
- Herman Brood – Shpritsz (1978)
- De Dijk – Niemand in de Stad (1989)
- Cuby + Blizzards – Groeten uit Grollo (1967)
- Shocking Blue – At Home i utwór „Venus” (1969)
- Caro Emerald – Deleted Scenes from the Cutting Room Floor (2010)

Powyższe odcinki zostały wyemitowane w ramach podstawowej serii Classic Albums, ale nie zostały wydane na płytach DVD.